# ジョヴァンニ・ビアンキ

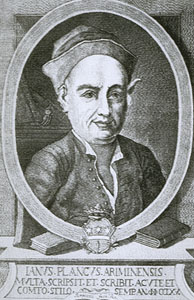
ジョヴァンニ・ビアンキ

ジョヴァンニ・ビアンキ（Giovanni Bianchi、筆名：ヤーノ・プランコ（Jano Planco、Janus Plancus）、1693年1月3日 - 1775年12月3日）は、イタリアの医師、博物学者である。

## 略歴
現在のエミリア＝ロマーニャ州のリミニに、薬局を営む父のもとに生まれた。イエズス会の学校で学んだ後、1717年に大学に入学し、医学、哲学を学び、1719年に卒業したとされる。有孔虫に関する著作、"De Conchis minus notis liber" (1739)など博物学、医学に関する多くの著作を行った。1741年から1744年の間、トスカーナ大公に招かれて、シエナ大学の解剖学の教授を務めた。
珍奇な博物学的資料を展示する「驚異の部屋」を作った一人であり、1745年に17世紀初めに30年ほど活動した学会、アッカデーミア・デイ・リンチェイの再興を企てた。
オニヒトデ科に属する動物の種、オニヒトデ（Acanthaster planci）の学名はビアンキの筆名に因んで命名された。

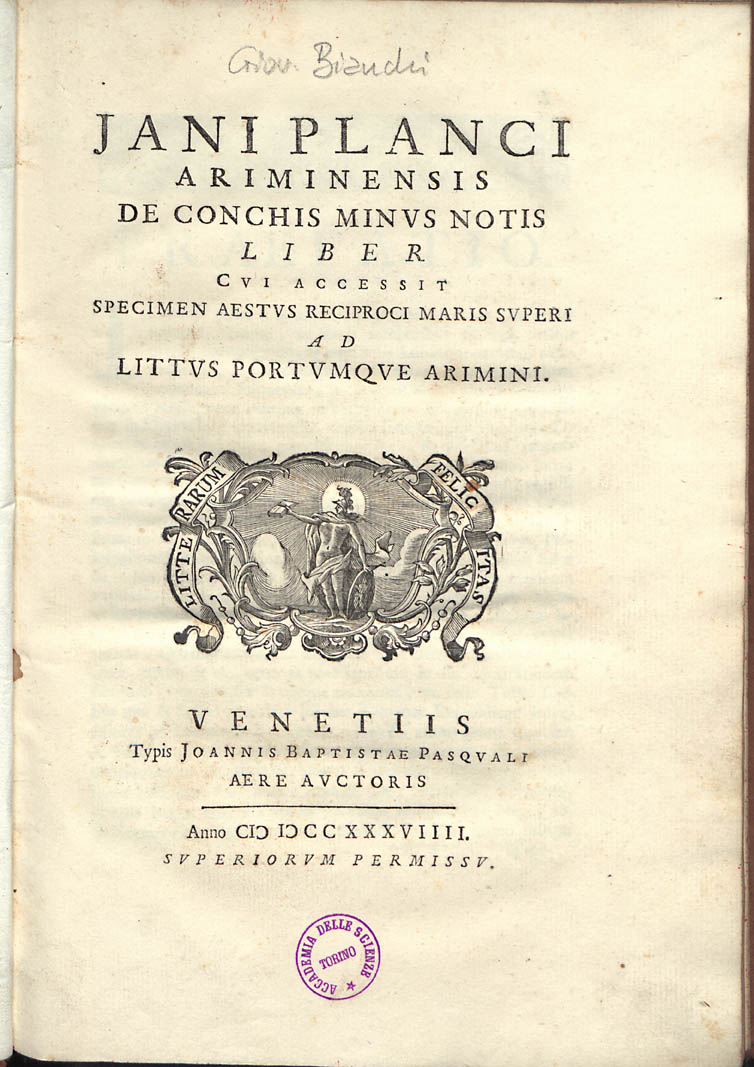
De conchis minus notis liber, 1739